# Сибецу (город)
Сибецу (яп. 士別市 Сибэцу-си) — город в Японии, находящийся в округе Камикава губернаторства Хоккайдо. Площадь города составляет 1119,29 км², население — 20 810 человек (30 июня 2014), плотность населения — 18,59 чел./км².

## Географическое положение
Город расположен на острове Хоккайдо в губернаторстве Хоккайдо. С ним граничат город Наёро и посёлки Вассаму, Кембути, Симокава, Пиппу, Камикава, Айбецу, Хороканай, Такиноуэ.

## Население
Население города составляет 20 810 человек (30 июня 2014), а плотность — 18,59 чел./км². Изменение численности населения с 1980 по 2005 годы:
| 1980 | 32 103 чел. |  |
| 1985 | 30 459 чел. |  |
| 1990 | 28 162 чел. |  |
| 1995 | 26 403 чел. |  |
| 2000 | 24 991 чел. |  |
| 2005 | 23 411 чел. |  |

## Символика
Деревом города считается Sorbus commixta, цветком — космея.